# Eliminatórias da Copa do Mundo FIFA de 2010
As Eliminatórias da Copa do Mundo FIFA de 2010 consistiram em uma série de torneios organizados pelas seis confederações afiliadas à FIFA para definir 31 vagas de acordo com critérios estabelecidos por cada região para a máxima competição de futebol. As disputas iniciaram-se no dia 25 de agosto de 2007, e encerraram-se em 18 de novembro de 2009.
A distribuição das vagas se deu da seguinte maneira:
- Europa (UEFA): 13 vagas
- África (CAF): 6 vagas (incluindo a África do Sul, classificada automaticamente por ser país sede)
- América do Sul (CONMEBOL): 4,5 vagas
- Ásia (AFC): 4,5 vagas
- América do Norte, Central e Caribe (CONCACAF): 3,5 vagas
- Oceania (OFC): 0,5 vaga (única confederação que não possui vaga garantida)

Ao final do processo eliminatório por confederação, mais duas vagas estiveram disponíveis através das repescagens intercontinentais entre CONMEBOL e CONCACAF e entre AFC e OFC.

## Inscrições
No total, 204 dos 208 membros da FIFA se inscreveram para a competição (incluindo a África do Sul já que a qualificatória africana também era válida para a Copa das Nações Africanas de 2010). O prazo de encerramento para a inscrição era até 15 de março de 2007 e apenas quatro equipes da Ásia não apresentaram interesse em participar do processo qualificatório: Brunei, Butão, Filipinas e Laos.
Butão chegou a se inscrever no último momento e foi incluída na primeira fase preliminar asiática, mas acabou desistindo assim como Guam. Brunei e Filipinas tentaram inscrever-se após o prazo final estipulado pela FIFA e tiveram o pedido rejeitado.
Outras quatro equipes desistiram durante o processo de qualificação: República Centro-Africana, Eritreia, Guam e São Tomé e Príncipe. A Papua Nova Guiné foi desclassificada por não participar dos Jogos do Pacífico, competição equivalente à primeira fase das eliminatórias da Oceania.
Apesar das desistências o número final de equipes participantes das eliminatórias superou o recorde de 199 inscritos para a Copa do Mundo FIFA de 2002.

## Equipes classificadas
As seguintes equipes obtiveram a classificação:
| Confederação              | Seleção         | Classificada como                      | Data em que a classificaçao foi assegurada | Aparições em Copas do Mundo | Aparições consecutivas | Última aparição | Melhor resultado anterior              |
| ------------------------- | --------------- | -------------------------------------- | ------------------------------------------ | --------------------------- | ---------------------- | --------------- | -------------------------------------- |
| AFC (4 vagas)             | Austrália       | Vencedor do Grupo A                    | 6 de junho de 2009                         | 3ª                          | 2                      | 2006            | Oitavas-de-final (2006)                |
| AFC (4 vagas)             | Japão           | 2º colocado do Grupo A                 | 6 de junho de 2009                         | 4ª                          | 4                      | 2006            | Oitavas-de-final (2002)                |
| AFC (4 vagas)             | Coreia do Sul   | Vencedor do Grupo B                    | 6 de junho de 2009                         | 8ª                          | 7                      | 2006            | Quarto lugar (2002)                    |
| AFC (4 vagas)             | Coreia do Norte | 2º colocado do Grupo B                 | 17 de junho de 2009                        | 2ª                          | 1                      | 1966            | Quartas-de-final (1966)                |
| CAF (5 vagas + país-sede) | África do Sul   | País-sede                              | 15 de maio de 2004                         | 3ª                          | 1                      | 2002            | Fase de grupos (1998, 2002)            |
| CAF (5 vagas + país-sede) | Camarões        | Vencedor do Grupo A                    | 14 de novembro de 2009                     | 6ª                          | 1                      | 2002            | Quartas-de-final (1990)                |
| CAF (5 vagas + país-sede) | Nigéria         | Vencedor do Grupo B                    | 14 de novembro de 2009                     | 4ª                          | 1                      | 2002            | Oitavas-de-final (1994, 1998)          |
| CAF (5 vagas + país-sede) | Argélia         | Vencedor do Grupo C                    | 18 de novembro de 2009                     | 3ª                          | 1                      | 1986            | Fase de grupos (1982, 1986)            |
| CAF (5 vagas + país-sede) | Gana            | Vencedor do Grupo D                    | 6 de setembro de 2009                      | 2ª                          | 2                      | 2006            | Oitavas-de-final (2006)                |
| CAF (5 vagas + país-sede) | Costa do Marfim | Vencedor do Grupo E                    | 10 de outubro de 2009                      | 2ª                          | 2                      | 2006            | Fase de grupos (2006)                  |
| CONCACAF (3 vagas)        | Estados Unidos  | 1º colocado na quarta fase             | 10 de outubro de 2009                      | 9ª                          | 6                      | 2006            | Terceiro lugar (1930)                  |
| CONCACAF (3 vagas)        | México          | 2º colocado na quarta fase             | 10 de outubro de 2009                      | 14ª                         | 5                      | 2006            | Quartas-de-final (1970, 1986)          |
| CONCACAF (3 vagas)        | Honduras        | 3º colocado na quarta fase             | 14 de outubro de 2009                      | 2ª                          | 1                      | 1982            | Fase de grupos (1982)                  |
| CONMEBOL (5 vagas)        | Brasil          | 1º colocado na fase única              | 5 de setembro de 2009                      | 19ª                         | 19                     | 2006            | Campeão (1958, 1962, 1970, 1994, 2002) |
| CONMEBOL (5 vagas)        | Chile           | 2º colocado na fase única              | 10 de outubro de 2009                      | 8ª                          | 1                      | 1998            | Terceiro lugar (1962)                  |
| CONMEBOL (5 vagas)        | Paraguai        | 3º colocado na fase única              | 9 de setembro de 2009                      | 8ª                          | 4                      | 2006            | Oitavas-de-final (1986, 1998, 2002)    |
| CONMEBOL (5 vagas)        | Argentina       | 4º colocado na fase única              | 14 de outubro de 2009                      | 15ª                         | 10                     | 2006            | Campeão (1978, 1986)                   |
| CONMEBOL (5 vagas)        | Uruguai         | Vencedor da repescagem contra CONCACAF | 18 de novembro de 2009                     | 11ª                         | 1                      | 2002            | Campeão (1930, 1950)                   |
| OFC (1 vaga)              | Nova Zelândia   | Vencedor da repescagem contra AFC      | 14 de novembro de 2009                     | 2ª                          | 1                      | 1982            | Fase de grupos (1982)                  |
| UEFA (13 vagas)           | Dinamarca       | Vencedor do Grupo 1                    | 10 de outubro de 2009                      | 4ª                          | 1                      | 2002            | Quartas-de-final (1998)                |
| UEFA (13 vagas)           | Suíça           | Vencedor do Grupo 2                    | 14 de outubro de 2009                      | 9ª                          | 2                      | 2006            | Quartas-de-final (1934, 1938, 1958)    |
| UEFA (13 vagas)           | Eslováquia      | Vencedor do Grupo 3                    | 14 de outubro de 2009                      | 1ª[a]                       | 1                      | 1990[a]         | Vice-campeão (1934, 1962)[a]           |
| UEFA (13 vagas)           | Alemanha        | Vencedor do Grupo 4                    | 10 de outubro de 2009                      | 17ª                         | 15                     | 2006            | Campeão (1954, 1974, 1990)             |
| UEFA (13 vagas)           | Espanha         | Vencedor do Grupo 5                    | 9 de setembro de 2009                      | 13ª                         | 9                      | 2006            | Quarto lugar (1950)                    |
| UEFA (13 vagas)           | Inglaterra      | Vencedor do Grupo 6                    | 9 de setembro de 2009                      | 13ª                         | 4                      | 2006            | Campeão (1966)                         |
| UEFA (13 vagas)           | Sérvia          | Vencedor do Grupo 7                    | 10 de outubro de 2009                      | 3ª[b]                       | 2[b]                   | 2006[b]         | Quarto lugar (1930, 1962)[b]           |
| UEFA (13 vagas)           | Itália          | Vencedor do Grupo 8                    | 10 de outubro de 2009                      | 17ª                         | 13                     | 2006            | Campeão (1934, 1938, 1982, 2006)       |
| UEFA (13 vagas)           | Países Baixos   | Vencedor do Grupo 9                    | 6 de junho de 2009                         | 9ª                          | 2                      | 2006            | Vice-campeão (1974, 1978)              |
| UEFA (13 vagas)           | Grécia          | Repescagem                             | 18 de novembro de 2009                     | 2ª                          | 1                      | 1994            | Fase de grupos (1994)                  |
| UEFA (13 vagas)           | Eslovênia       | Repescagem                             | 18 de novembro de 2009                     | 2ª                          | 1                      | 2002            | Fase de grupos (2002)                  |
| UEFA (13 vagas)           | Portugal        | Repescagem                             | 18 de novembro de 2009                     | 5ª                          | 3                      | 2006            | Terceiro lugar (1966)                  |
| UEFA (13 vagas)           | França          | Repescagem                             | 18 de novembro de 2009                     | 13ª                         | 4                      | 2006            | Campeão (1998)                         |

a. ^  Eslováquia participou de oito mundiais anteriores como Checoslováquia (1934-1990).
b. ^  Sérvia participou em 2006 como Sérvia e Montenegro e em nove mundiais anteriores como Iugoslávia (1930-1998).

## Eliminatórias

### África (CAF)
O processo de qualificação da zona africana começou com uma fase preliminar entre as piores seleções do continente classificadas no ranking da FIFA. As 48 seleções restantes disputaram a segunda fase, composta por 12 grupos com quatro seleções, onde duas seleções por grupos classificaram-se para a última fase composta por cinco grupos de quatro equipes cada. As cinco equipes campeãs de seus grupos classificaram-se a Copa do Mundo de 2010.
 São Tomé e Príncipe e  República Centro-Africana desistiram antes do início da fase preliminar. A  Eritreia integraria o grupo 11 da primeira fase, mas desistiu da qualificação pouco antes do início da fase. Em 12 de setembro de 2008 a  Etiópia foi excluída da competição após suspensão imposta pela FIFA e teve todos os resultados de suas partidas pelo grupo 8 cancelados.
A  África do Sul disputou as eliminatórias mesmo já tendo vaga garantida no mundial por ser a nação anfitriã, pois o processo eliminatório também classificou as equipes à Copa das Nações Africanas de 2010 em Angola.

#### Processo qualificatório
Em negrito, equipes qualificadas à fase seguinte:
| Fase preliminar |              |
| Madagascar      | Comores      |
| Djibouti        | Somália      |
| Serra Leoa      | Guiné-Bissau |

O sorteio dos grupos da segunda fase ocorreu em 25 de novembro em Durban, na África do Sul.
| Segunda fase                                   | Segunda fase                  | Segunda fase                             | Segunda fase                                      | Segunda fase            | Segunda fase                   |
| Grupo 1                                        | Grupo 2                       | Grupo 3                                  | Grupo 4                                           | Grupo 5                 | Grupo 6                        |
| ---------------------------------------------- | ----------------------------- | ---------------------------------------- | ------------------------------------------------- | ----------------------- | ------------------------------ |
| Camarões Cabo Verde Tanzânia Maurícia          | Guiné Zimbabwe Namíbia Quénia | Angola Benim Uganda Níger                | Nigéria África do Sul Guiné Equatorial Serra Leoa | Gana Líbia Gabão Lesoto | Senegal Argélia Libéria Gâmbia |
| Grupo 7                                        | Grupo 8                       | Grupo 9                                  | Grupo 10                                          | Grupo 11                | Grupo 12                       |
| Costa do Marfim Moçambique Botsuana Madagascar | Marrocos Ruanda Mauritânia    | Tunísia Burquina Fasso Burundi Seicheles | Mali Congo Sudão Chade                            | Togo Zâmbia Essuatíni   | Egito RD Congo Malawi Djibouti |

Terceira fase
O sorteio que definiu os grupos ocorreu a 22 de outubro de 2008 em Zurique, na Suíça.
|  | Equipes qualificadas para a Copa do Mundo de 2010 e para a Copa das Nações Africanas de 2010 |
|  | Equipes qualificadas para a Copa das Nações Africanas de 2010                                |
|  | Equipes eliminadas                                                                           |

| Grupo A  | Grupo A | Grupo A |
| Equipe   | Pts     | Jogos   |
| -------- | ------- | ------- |
| Camarões | 13      | 6       |
| Gabão    | 9       | 6       |
| Togo     | 8       | 6       |
| Marrocos | 3       | 6       |

| Grupo B    | Grupo B | Grupo B |
| Equipe     | Pts     | Jogos   |
| ---------- | ------- | ------- |
| Nigéria    | 12      | 6       |
| Tunísia    | 11      | 6       |
| Moçambique | 7       | 6       |
| Quénia     | 3       | 6       |

| Grupo C    | Grupo C | Grupo C |
| Equipe     | Pts     | Jogos   |
| ---------- | ------- | ------- |
| Argélia[a] | 13      | 6       |
| Egito      | 13      | 6       |
| Zâmbia     | 5       | 6       |
| Ruanda     | 2       | 6       |

| Grupo D | Grupo D | Grupo D |
| Equipe  | Pts     | Jogos   |
| ------- | ------- | ------- |
| Gana    | 13      | 6       |
| Benim   | 10      | 6       |
| Mali    | 9       | 6       |
| Sudão   | 1       | 6       |

| Grupo E         | Grupo E | Grupo E |
| Equipe          | Pts     | Jogos   |
| --------------- | ------- | ------- |
| Costa do Marfim | 16      | 6       |
| Burquina Fasso  | 12      | 6       |
| Malawi          | 4       | 6       |
| Guiné           | 3       | 6       |

a. ^ Desempate
Argélia e Egito empataram em todos os critérios pelo grupo C e disputaram uma partida de desempate no Sudão, em 18 de novembro, para definir a última vaga africana na Copa do Mundo.
| Equipe 1 | Placar | Equipe 2 |
| -------- | ------ | -------- |
| Argélia  | 1–0    | Egito    |

### Ásia (AFC)
A zona asiática foi iniciada de duas fases preliminares (uma em outubro e outra em novembro de 2007) onde se reduziram de 43 para 20 o número de seleções com chances de classificação à Copa do Mundo.  Brunei,  Laos e  Filipinas não participam do processo eliminatório e a  Austrália disputou a vaga na Ásia pela primeira vez após sua saída da OFC em 2006.
Na primeira fase de grupos (entre fevereiro e setembro de 2008) as 20 equipes foram dividas em 5 grupos de 4 equipes, com os vencedores e os segundo colocados de cada grupo avançando à fase final (entre novembro de 2008 e setembro de 2009). Divididos em 2 grupos com 5 seleções cada, os campeões e vice se classificaram diretamente ao Mundial, com os terceiros colocados se enfrentando em setembro de 2009 para definir o adversário do campeão da eliminatória da Oceania na última chance de classificação (as partidas correm em outubro e novembro de 2009).
 Butão e  Guam desistiram antes do início da primeira fase diminuindo para 41 o número de seleções postulantes.

#### Processo classificatório
Equipes posicionadas entre 1 e 5 no ranking da FIFA de julho de 2007 não precisaram disputar as duas primeiras fases eliminatórias e avançaram direto à fase de grupos. Equipes posicionadas entre 6 e 43 iniciam a disputa desde a primeira fase, com as equipes entre 6 e 24 enfrentando as posicionadas entre 25 e 43.
As oito equipes classificadas na primeira fase com a pior classificação no ranking precisaram disputar a segunda fase. As demais equipes avançaram direto à fase de grupos.
Em negrito, equipes qualificadas à fase seguinte:
| Primeira fase |                        |
| Paquistão     | Iraque                 |
| Uzbequistão   | Taipé Chinês           |
| Tailândia     | Macau                  |
| Sri Lanka     | Catar                  |
| China         | Myanmar                |
| Butão         | Kuwait                 |
| Quirguistão   | Jordânia               |
| Vietnã        | Emirados Árabes Unidos |
| Bahrein       | Malásia                |
| Timor-Leste   | Hong Kong              |
| Síria         | Afeganistão            |
| Iêmen         | Maldivas               |
| Bangladesh    | Tadjiquistão           |
| Mongólia      | Coreia do Norte        |
| Omã           | Nepal                  |
| Palestina     | Singapura              |
| Líbano        | Índia                  |
| Camboja       | Turcomenistão          |
| Guam          | Indonésia              |

| Segunda fase |               |
| Hong Kong    | Turcomenistão |
| Indonésia    | Síria         |
| Singapura    | Tadjiquistão  |
| Iêmen        | Tailândia     |

O sorteio dos grupos da terceira fase ocorreu em 25 de novembro de 2007 em Durban.
| Terceira fase                               | Terceira fase                           | Terceira fase                                        |
| Grupo 1                                     | Grupo 2                                 | Grupo 3                                              |
| ------------------------------------------- | --------------------------------------- | ---------------------------------------------------- |
| Austrália China Iraque Catar                | Japão Bahrein Omã Tailândia             | Coreia do Sul Coreia do Norte Jordânia Turcomenistão |
| Grupo 4                                     | Grupo 5                                 |                                                      |
| Arábia Saudita Uzbequistão Líbano Singapura | Irã Kuwait Emirados Árabes Unidos Síria |                                                      |

Quarta fase
O sorteio dos grupos da quarta fase ocorreu em 27 de junho de 2008 em Kuala Lumpur.
|  | Equipes qualificadas para a Copa do Mundo de 2010 |
|  | Equipes qualificadas para a repescagem            |
|  | Equipes eliminadas                                |

| Grupo A     | Grupo A | Grupo A |
| Equipe      | Pts     | Jogos   |
| ----------- | ------- | ------- |
| Austrália   | 20      | 8       |
| Japão       | 15      | 8       |
| Bahrein     | 10      | 8       |
| Catar       | 6       | 8       |
| Uzbequistão | 4       | 8       |

| Grupo B                | Grupo B | Grupo B |
| Equipe                 | Pts     | Jogos   |
| ---------------------- | ------- | ------- |
| Coreia do Sul          | 16      | 8       |
| Coreia do Norte        | 12      | 8       |
| Arábia Saudita         | 12      | 8       |
| Irã                    | 11      | 8       |
| Emirados Árabes Unidos | 1       | 8       |

As equipes que finalizaram em terceiro lugar no seus respectivos grupos da quarta fase disputam uma vaga entre si para seguir com chances na repescagem intecontinental contra o representante da Oceania.
| Repescagem Ásia |                |
| Bahrein         | Arábia Saudita |

O Bahrein venceu a repescagem e disputou com a Nova Zelândia a repescagem intercontinental por uma vaga no mundial.

### América do Sul (CONMEBOL)
A zona sul-americana foi disputada por 10 seleções onde ao final quatro delas classificaram-se diretamente para a Copa do Mundo e uma para a repescagem contra um adversário da CONCACAF. O formato de disputa foi idêntico ao das duas últimas edições das eliminatórias: todas as seleções se enfrentaram em turno e returno com início em outubro de 2007 e término em outubro de 2009, totalizando 18 rodadas. A repescagem ocorreu em novembro de 2009.

#### Processo classificatório
| Pos | Equipe    | Pts | J  | V  | E | D  | GP | GC | SG  | Classificado                |  | BRA | CHI | PAR | ARG | URU | ECU | COL | VEN | BOL | PER |
| --- | --------- | --- | -- | -- | - | -- | -- | -- | --- | --------------------------- |  | --- | --- | --- | --- | --- | --- | --- | --- | --- | --- |
| 1   | Brasil    | 34  | 18 | 9  | 7 | 2  | 33 | 11 | +22 | Copa do Mundo de 2010       |  | —   | 4–2 | 2–1 | 0–0 | 2–1 | 5–0 | 0–0 | 0–0 | 0–0 | 3–0 |
| 2   | Chile     | 33  | 18 | 10 | 3 | 5  | 32 | 22 | +10 | Copa do Mundo de 2010       |  | 0–3 | —   | 0–3 | 1–0 | 0–0 | 1–0 | 4–0 | 2–2 | 4–0 | 2–0 |
| 3   | Paraguai  | 33  | 18 | 10 | 3 | 5  | 24 | 16 | +8  | Copa do Mundo de 2010       |  | 2–0 | 0–2 | —   | 1–0 | 1–0 | 5–1 | 0–2 | 2–0 | 1–0 | 1–1 |
| 4   | Argentina | 28  | 18 | 8  | 4 | 6  | 23 | 20 | +3  | Copa do Mundo de 2010       |  | 1–3 | 2–0 | 1–1 | —   | 2–1 | 1–1 | 1–0 | 4–0 | 3–0 | 2–1 |
| 5   | Uruguai   | 24  | 18 | 6  | 6 | 6  | 28 | 20 | +8  | Repescagem intercontinental |  | 0–4 | 2–2 | 2–0 | 0–1 | —   | 0–0 | 3–1 | 1–1 | 5–0 | 6–0 |
| 6   | Equador   | 23  | 18 | 6  | 5 | 7  | 22 | 26 | −4  | Eliminados                  |  | 1–1 | 1–1 | 1–1 | 2–0 | 1–2 | —   | 0–0 | 0–1 | 3–1 | 5–1 |
| 7   | Colômbia  | 23  | 18 | 6  | 5 | 7  | 14 | 18 | −4  | Eliminados                  |  | 0–0 | 2–4 | 0–1 | 2–1 | 0–1 | 2–0 | —   | 1–0 | 2–0 | 1–0 |
| 8   | Venezuela | 22  | 18 | 6  | 4 | 8  | 23 | 29 | −6  | Eliminados                  |  | 0–4 | 2–3 | 1–2 | 0–2 | 2–2 | 3–1 | 2–0 | —   | 5–3 | 3–1 |
| 9   | Bolívia   | 15  | 18 | 4  | 3 | 11 | 22 | 36 | −14 | Eliminados                  |  | 2–1 | 0–2 | 4–2 | 6–1 | 2–2 | 1–3 | 0–0 | 0–1 | —   | 3–0 |
| 10  | Peru      | 13  | 18 | 3  | 4 | 11 | 11 | 34 | −23 | Eliminados                  |  | 1–1 | 1–3 | 0–0 | 1–1 | 1–1 | 1–2 | 1–1 | 1–0 | 1–0 | —   |

### Oceania (OFC)
O processo de classificação da zona da Oceania iniciou-se no torneio de futebol dos Jogos do Pacífico em agosto de 2007. As três equipes mais bem colocadas juntaram-se à  Nova Zelândia, equipe da confederação melhor classificada no ranking da FIFA, na fase derradeira (Copa das Nações da OFC de 2008) onde todos enfrentaram todos em jogos de ida e volta. A Oceania foi o único continente que não possuiu vaga direta na Copa do Mundo, restando ao campeão o direito de disputar uma vaga com o quinto colocado das eliminatórias asiáticas.
 Papua-Nova Guiné estava habilitada para a disputa das eliminatórias, mas como não participou dos Jogos do Pacífico, foi desclassificada.

#### Processo classificatório
Na fase preliminar (Jogos do Pacífico) as dez equipes participantes dividiram-se em dois grupos de cinco equipes cada. As equipes enfrentaram-se dentro dos grupos em jogo único, com as duas melhores de cada avançando às semifinais.  Fiji e  Nova Caledônia venceram nas semifinais e garantiram lugar na fase seguinte das eliminatórias.  Vanuatu derrotou as  Ilhas Salomão na decisão do terceiro lugar e tornou-se a terceira equipe classificada.
 Tuvalu participou do processo classificatório, mas como não é filiado à FIFA, não possuía chances de classificação a Copa do Mundo.
Em negrito, equipes qualificadas a fase seguinte:
| Jogos do Pacífico de 2007                   | Jogos do Pacífico de 2007                         | Jogos do Pacífico de 2007 |
| Grupo A                                     | Grupo B                                           |                           |
| ------------------------------------------- | ------------------------------------------------- | ------------------------- |
| Fiji Nova Caledônia Taiti Ilhas Cook Tuvalu | Ilhas Salomão Vanuatu Samoa Tonga Samoa Americana |                           |

Copa das Nações da OFC de 2008
|  | Equipe qualificada para a repescagem |
|  | Equipes eliminadas                   |

| Equipe         | Pts | Jogos |
| -------------- | --- | ----- |
| Nova Zelândia  | 15  | 6     |
| Nova Caledônia | 8   | 6     |
| Fiji           | 7   | 6     |
| Vanuatu        | 4   | 6     |

A Nova Zelândia conquistou o grupo antecipadamente e disputou com o Bahrein a repescagem por uma vaga na Copa.

### Europa (UEFA)
As eliminatórias da Europa iniciaram-se em setembro de 2008, após a realização do Campeonato Europeu de Futebol de 2008. Com 53 seleções, à Europa foram destinadas 13 vagas à Copa do Mundo 2010. Foi composta de 9 grupos: nos oito primeiros, 6 seleções. No último grupo, apenas 5. Os campeões de cada grupo se classificaram automaticamente para o torneio. Os 8 melhores segundos colocados disputaram a repescagem, com jogos de ida e volta, para decidir as 4 vagas restantes.

### Grupo 1
| Pos | Equipe    | Pts | J  | V | E | D | GP | GC | SG  | Classificado                              |  | DEN | POR | SWE | HUN | ALB | MLT |
| --- | --------- | --- | -- | - | - | - | -- | -- | --- | ----------------------------------------- |  | --- | --- | --- | --- | --- | --- |
| 1   | Dinamarca | 21  | 10 | 6 | 3 | 1 | 16 | 5  | +11 | qualificadas para a Copa do Mundo de 2010 |  | —   | 1–1 | 1–0 | 0–1 | 3–0 | 3–0 |
| 2   | Portugal  | 19  | 10 | 5 | 4 | 1 | 17 | 5  | +12 | qualificadas para a segunda fase          |  | 2–3 | —   | 0–0 | 3–0 | 0–0 | 4–0 |
| 3   | Suécia    | 18  | 10 | 5 | 3 | 2 | 13 | 5  | +8  | Eliminado                                 |  | 0–1 | 0–0 | —   | 2–1 | 4–1 | 4–0 |
| 4   | Hungria   | 16  | 10 | 5 | 1 | 4 | 10 | 8  | +2  | Eliminado                                 |  | 0–0 | 0–1 | 1–2 | —   | 2–0 | 3–0 |
| 5   | Albânia   | 7   | 10 | 1 | 4 | 5 | 6  | 13 | −7  | Eliminado                                 |  | 1–1 | 1–2 | 0–0 | 0–1 | —   | 3–0 |
| 6   | Malta     | 1   | 10 | 0 | 1 | 9 | 0  | 26 | −26 | Eliminado                                 |  | 0–3 | 0–4 | 0–1 | 0–1 | 0–0 | —   |

### Grupo 2
| Pos | Equipe     | Pts | J  | V | E | D | GP | GC | SG  | Classificado                              |  | SUI | GRE | LVA | ISR | LUX | MDA |
| --- | ---------- | --- | -- | - | - | - | -- | -- | --- | ----------------------------------------- |  | --- | --- | --- | --- | --- | --- |
| 1   | Suíça      | 21  | 10 | 6 | 3 | 1 | 18 | 8  | +10 | qualificadas para a Copa do Mundo de 2010 |  | —   | 2–0 | 2–1 | 0–0 | 1–2 | 2–0 |
| 2   | Grécia     | 20  | 10 | 6 | 2 | 2 | 20 | 10 | +10 | qualificadas para a segunda fase          |  | 1–2 | —   | 5–2 | 2–1 | 2–1 | 3–0 |
| 3   | Letónia    | 17  | 10 | 5 | 2 | 3 | 18 | 15 | +3  | Eliminado                                 |  | 2–2 | 0–2 | —   | 1–1 | 2–0 | 3–2 |
| 4   | Israel     | 16  | 10 | 4 | 4 | 2 | 20 | 10 | +10 | Eliminado                                 |  | 2–2 | 1–1 | 0–1 | —   | 7–0 | 3–1 |
| 5   | Luxemburgo | 5   | 10 | 1 | 2 | 7 | 4  | 25 | −21 | Eliminado                                 |  | 0–3 | 0–3 | 0–4 | 1–3 | —   | 0–0 |
| 6   | Moldávia   | 3   | 10 | 0 | 3 | 7 | 6  | 18 | −12 | Eliminado                                 |  | 0–2 | 1–1 | 1–2 | 1–2 | 0–0 | —   |

### Grupo 3
| Pos | Equipe           | Pts | J  | V | E | D  | GP | GC | SG  | Classificado                              |  | SVK | SVN | CZE | NIR | POL | SMR  |
| --- | ---------------- | --- | -- | - | - | -- | -- | -- | --- | ----------------------------------------- |  | --- | --- | --- | --- | --- | ---- |
| 1   | Eslováquia       | 22  | 10 | 7 | 1 | 2  | 22 | 10 | +12 | qualificadas para a Copa do Mundo de 2010 |  | —   | 0–2 | 2–2 | 2–1 | 2–1 | 7–0  |
| 2   | Eslovênia        | 20  | 10 | 6 | 2 | 2  | 18 | 4  | +14 | qualificadas para a segunda fase          |  | 2–1 | —   | 0–0 | 2–0 | 3–0 | 5–0  |
| 3   | Tchéquia         | 16  | 10 | 4 | 4 | 2  | 17 | 6  | +11 | Eliminado                                 |  | 1–2 | 1–0 | —   | 0–0 | 2–0 | 7–0  |
| 4   | Irlanda do Norte | 15  | 10 | 4 | 3 | 3  | 13 | 9  | +4  | Eliminado                                 |  | 0–2 | 1–0 | 0–0 | —   | 3–2 | 4–0  |
| 5   | Polónia          | 11  | 10 | 3 | 2 | 5  | 19 | 14 | +5  | Eliminado                                 |  | 0–1 | 1–1 | 2–1 | 1–1 | —   | 10–0 |
| 6   | San Marino       | 0   | 10 | 0 | 0 | 10 | 1  | 47 | −46 | Eliminado                                 |  | 1–3 | 0–3 | 0–3 | 0–3 | 0–2 | —    |

### Grupo 4
| Pos | Equipe        | Pts | J  | V | E | D | GP | GC | SG  | Classificado                              |  | GER | RUS | FIN | WAL | AZE | LIE |
| --- | ------------- | --- | -- | - | - | - | -- | -- | --- | ----------------------------------------- |  | --- | --- | --- | --- | --- | --- |
| 1   | Alemanha      | 26  | 10 | 8 | 2 | 0 | 26 | 5  | +21 | qualificadas para a Copa do Mundo de 2010 |  | —   | 2–1 | 1–1 | 1–0 | 4–0 | 4–0 |
| 2   | Rússia        | 22  | 10 | 7 | 1 | 2 | 19 | 6  | +13 | qualificadas para a segunda fase          |  | 0–1 | —   | 3–0 | 2–1 | 2–0 | 3–0 |
| 3   | Finlândia     | 18  | 10 | 5 | 3 | 2 | 14 | 14 | 0   | Eliminado                                 |  | 3–3 | 0–3 | —   | 2–1 | 1–0 | 2–1 |
| 4   | País de Gales | 12  | 10 | 4 | 0 | 6 | 9  | 12 | −3  | Eliminado                                 |  | 0–2 | 1–3 | 0–2 | —   | 1–0 | 2–0 |
| 5   | Azerbaijão    | 5   | 10 | 1 | 2 | 7 | 4  | 14 | −10 | Eliminado                                 |  | 0–2 | 1–1 | 1–2 | 0–1 | —   | 0–0 |
| 6   | Liechtenstein | 2   | 10 | 0 | 2 | 8 | 2  | 23 | −21 | Eliminado                                 |  | 0–6 | 0–1 | 1–1 | 0–2 | 0–2 | —   |

### Grupo 5
| Pos | Equipe               | Pts | J  | V  | E | D | GP | GC | SG  | Classificado                              |  | ESP | BIH | TUR | BEL | EST | ARM |
| --- | -------------------- | --- | -- | -- | - | - | -- | -- | --- | ----------------------------------------- |  | --- | --- | --- | --- | --- | --- |
| 1   | Espanha              | 30  | 10 | 10 | 0 | 0 | 28 | 5  | +23 | qualificadas para a Copa do Mundo de 2010 |  | —   | 1–0 | 1–0 | 5–0 | 3–0 | 4–0 |
| 2   | Bósnia e Herzegovina | 19  | 10 | 6  | 1 | 3 | 25 | 13 | +12 | qualificadas para a segunda fase          |  | 2–5 | —   | 1–1 | 2–1 | 7–0 | 4–1 |
| 3   | Turquia              | 15  | 10 | 4  | 3 | 3 | 13 | 10 | +3  | Eliminado                                 |  | 1–2 | 2–1 | —   | 1–1 | 4–2 | 2–0 |
| 4   | Bélgica              | 10  | 10 | 3  | 1 | 6 | 13 | 20 | −7  | Eliminado                                 |  | 1–2 | 2–4 | 2–0 | —   | 3–2 | 2–0 |
| 5   | Estónia              | 8   | 10 | 2  | 2 | 6 | 9  | 24 | −15 | Eliminado                                 |  | 0–3 | 0–2 | 0–0 | 2–0 | —   | 1–0 |
| 6   | Armênia              | 4   | 10 | 1  | 1 | 8 | 6  | 22 | −16 | Eliminado                                 |  | 1–2 | 0–2 | 0–2 | 2–1 | 2–2 | —   |

### Grupo 6
| Pos | Equipe       | Pts | J  | V | E | D  | GP | GC | SG  | Classificado                              |  | ENG | UKR | CRO | BLR | KAZ | AND |
| --- | ------------ | --- | -- | - | - | -- | -- | -- | --- | ----------------------------------------- |  | --- | --- | --- | --- | --- | --- |
| 1   | Inglaterra   | 27  | 10 | 9 | 0 | 1  | 34 | 6  | +28 | qualificadas para a Copa do Mundo de 2010 |  | —   | 2–1 | 5–1 | 3–0 | 5–1 | 6–0 |
| 2   | Ucrânia      | 21  | 10 | 6 | 3 | 1  | 21 | 6  | +15 | qualificadas para a segunda fase          |  | 1–0 | —   | 0–0 | 1–0 | 2–1 | 5–0 |
| 3   | Croácia      | 20  | 10 | 6 | 2 | 2  | 19 | 13 | +6  | Eliminado                                 |  | 1–4 | 2–2 | —   | 1–0 | 3–0 | 4–0 |
| 4   | Bielorrússia | 13  | 10 | 4 | 1 | 5  | 19 | 14 | +5  | Eliminado                                 |  | 1–3 | 0–0 | 1–3 | —   | 4–0 | 5–1 |
| 5   | Cazaquistão  | 6   | 10 | 2 | 0 | 8  | 11 | 29 | −18 | Eliminado                                 |  | 0–4 | 1–3 | 1–2 | 1–5 | —   | 3–0 |
| 6   | Andorra      | 0   | 10 | 0 | 0 | 10 | 3  | 39 | −36 | Eliminado                                 |  | 0–2 | 0–6 | 0–2 | 1–3 | 1–3 | —   |

### Grupo 7
| Pos | Equipe      | Pts | J  | V | E | D | GP | GC | SG  | Classificado                              |  | SRB | FRA | AUT | LTU | ROU | FRO |
| --- | ----------- | --- | -- | - | - | - | -- | -- | --- | ----------------------------------------- |  | --- | --- | --- | --- | --- | --- |
| 1   | Sérvia      | 22  | 10 | 7 | 1 | 2 | 22 | 8  | +14 | qualificadas para a Copa do Mundo de 2010 |  | —   | 1–1 | 1–0 | 3–0 | 5–0 | 2–0 |
| 2   | França      | 21  | 10 | 6 | 3 | 1 | 18 | 9  | +9  | qualificadas para a segunda fase          |  | 2–1 | —   | 3–1 | 1–0 | 1–1 | 5–0 |
| 3   | Áustria     | 14  | 10 | 4 | 2 | 4 | 14 | 15 | −1  | Eliminado                                 |  | 1–3 | 3–1 | —   | 2–1 | 2–1 | 3–1 |
| 4   | Lituânia    | 12  | 10 | 4 | 0 | 6 | 10 | 11 | −1  | Eliminado                                 |  | 2–1 | 0–1 | 2–0 | —   | 0–1 | 1–0 |
| 5   | Romênia     | 12  | 10 | 3 | 3 | 4 | 12 | 18 | −6  | Eliminado                                 |  | 2–3 | 2–2 | 1–1 | 0–3 | —   | 3–1 |
| 6   | Ilhas Faroé | 4   | 10 | 1 | 1 | 8 | 5  | 20 | −15 | Eliminado                                 |  | 0–2 | 0–1 | 1–1 | 2–1 | 0–1 | —   |

### Grupo 8
| Pos | Equipe     | Pts | J  | V | E | D | GP | GC | SG  | Classificado                              |  | ITA | IRL | BUL | CYP | MNE | GEO |
| --- | ---------- | --- | -- | - | - | - | -- | -- | --- | ----------------------------------------- |  | --- | --- | --- | --- | --- | --- |
| 1   | Itália     | 24  | 10 | 7 | 3 | 0 | 18 | 7  | +11 | qualificadas para a Copa do Mundo de 2010 |  | —   | 1–1 | 2–0 | 3–2 | 2–1 | 2–0 |
| 2   | Irlanda    | 18  | 10 | 4 | 6 | 0 | 12 | 8  | +4  | qualificadas para a segunda fase          |  | 2–2 | —   | 1–1 | 1–0 | 0–0 | 2–1 |
| 3   | Bulgária   | 14  | 10 | 3 | 5 | 2 | 17 | 13 | +4  | Eliminado                                 |  | 0–0 | 1–1 | —   | 2–0 | 4–1 | 6–2 |
| 4   | Chipre     | 9   | 10 | 2 | 3 | 5 | 14 | 16 | −2  | Eliminado                                 |  | 1–2 | 1–2 | 4–1 | —   | 2–2 | 2–1 |
| 5   | Montenegro | 9   | 10 | 1 | 6 | 3 | 9  | 14 | −5  | Eliminado                                 |  | 0–2 | 0–0 | 2–2 | 1–1 | —   | 2–1 |
| 6   | Geórgia    | 3   | 10 | 0 | 3 | 7 | 7  | 19 | −12 | Eliminado                                 |  | 0–2 | 1–2 | 0–0 | 1–1 | 0–0 | —   |

### Grupo 9
| Pos | Equipe        | Pts | J | V | E | D | GP | GC | SG  | Classificado                              |  | NED | NOR | SCO | MKD | ISL |
| --- | ------------- | --- | - | - | - | - | -- | -- | --- | ----------------------------------------- |  | --- | --- | --- | --- | --- |
| 1   | Países Baixos | 24  | 8 | 8 | 0 | 0 | 17 | 2  | +15 | qualificadas para a Copa do Mundo de 2010 |  | —   | 2–0 | 3–0 | 4–0 | 2–0 |
| 2   | Noruega       | 10  | 8 | 2 | 4 | 2 | 9  | 7  | +2  | Eliminado                                 |  | 0–1 | —   | 4–0 | 2–1 | 2–2 |
| 3   | Escócia       | 10  | 8 | 3 | 1 | 4 | 6  | 11 | −5  | Eliminado                                 |  | 0–1 | 0–0 | —   | 2–0 | 2–1 |
| 4   | Macedônia     | 7   | 8 | 2 | 1 | 5 | 5  | 11 | −6  | Eliminado                                 |  | 1–2 | 0–0 | 1–0 | —   | 2–0 |
| 5   | Islândia      | 5   | 8 | 1 | 2 | 5 | 7  | 13 | −6  | Eliminado                                 |  | 1–2 | 1–1 | 1–2 | 1–0 | —   |

Repescagem
O sorteio que determinou os cruzamentos da repescagem realizou-se em 19 de outubro em Zurique, na Suíça. Os cabeças-de-chave do sorteio foram definidos através do ranking da FIFA de outubro de 2009: França, Portugal, Rússia e Grécia. As quatro equipes mais bem colocadas no ranking foram alocadas em um pote e as demais equipes no outro pote. Um outro sorteio a parte definiu as equipes mandantes nos jogos de ida. As partidas serão realizadas nos dias 14 e 18 de novembro de 2009.
A maior polêmica ficou por conta do gol que garantiu a classificação da França, marcado na prorrogação após toque de mão do atacante Thierry Henry que resultou no gol de William Gallas.
| Equipe 1 | Total     | Equipe 2             | Ida | Volta |
| -------- | --------- | -------------------- | --- | ----- |
| Irlanda  | 1–2 (pro) | França               | 0–1 | 1–1   |
| Portugal | 2–0       | Bósnia e Herzegovina | 1–0 | 1–0   |
| Grécia   | 1–0       | Ucrânia              | 0–0 | 1–0   |
| Rússia   | 2–2 (gv)  | Eslovênia            | 2–1 | 0–1   |

### América do Norte, América Central e Caribe (CONCACAF)
O processo de classificação da zona da CONCACAF foi idêntico ao das eliminatórias de 2006. Na primeira fase vinte e duas equipes disputaram um lugar na segunda fase, sendo que as 13 equipes restantes entraram direto na segunda fase por serem mais bem classificadas no ranking da FIFA. Quando restaram 12 equipes, essas foram divididas em três grupos com quatro equipes cada, classificando os dois primeiros de cada grupo para a fase final com seis equipes. Os três mais bem colocados se garantiram automaticamente na Copa do Mundo e o quarto colocado disputou uma vaga na respescagem contra o quinto colocado da CONMEBOL.
O sorteio dos enfrentamentos da primeira e segunda fase preliminar ocorreu no dia 25 de novembro de 2007, em Durban, na África do Sul.

#### Processo classificatório
Em negrito, equipes qualificadas a fase seguinte:
| Primeira fase            |                          |
| Dominica                 | Barbados                 |
| Turcas e Caicos          | Santa Lúcia              |
| Bermudas                 | Ilhas Caimã              |
| Aruba                    | Antígua e Barbuda        |
| Belize                   | São Cristóvão e Neves    |
| Bahamas                  | Ilhas Virgens Britânicas |
| República Dominicana     | Porto Rico               |
| Ilhas Virgens Americanas | Granada                  |
| Suriname                 | Monserrate               |
| El Salvador              | Anguila                  |
| Nicarágua                | Antilhas Neerlandesas    |

| Segunda fase      |                          |
| Estados Unidos    | Barbados                 |
| Guatemala         | Santa Lúcia              |
| Trinidad e Tobago | Bermudas                 |
| Antígua e Barbuda | Cuba                     |
| Belize            | México                   |
| Jamaica           | Bahamas                  |
| Honduras          | Porto Rico               |
| Canadá            | São Vicente e Granadinas |
| Granada           | Costa Rica               |
| Suriname          | Guiana                   |
| Panamá            | El Salvador              |
| Haiti             | Antilhas Neerlandesas    |

| Estados Unidos Trinidad e Tobago Guatemala Cuba | México Honduras Canadá Jamaica | Costa Rica El Salvador Haiti Suriname |

Quarta fase
O sorteio dos grupos da quarta fase ocorreu em 22 de novembro de 2008 em Joanesburgo, na África do Sul.
|  | Equipes qualificadas para a Copa do Mundo de 2010 |
|  | Equipe qualificada para a repescagem              |
|  | Equipes eliminadas                                |

| Equipe            | Pts | Jogos |
| ----------------- | --- | ----- |
| Estados Unidos    | 20  | 10    |
| México            | 19  | 10    |
| Honduras          | 16  | 10    |
| Costa Rica        | 16  | 10    |
| El Salvador       | 8   | 10    |
| Trinidad e Tobago | 6   | 10    |

## Repescagem mundial
Duas vagas para a Copa do Mundo foram definidas através de partidas entre equipes de confederações diferentes que não obtiveram a qualificação direta através de suas respectivas zonas. Os cruzamentos foram definidos pela FIFA:
- 5º colocado da Ásia (AFC) contra o campeão da Oceania (OFC)
- 4º colocados das Américas do Norte, Central e Caribe (CONCACAF) contra o 5º colocado da América do Sul (CONMEBOL)

O sorteio que definiu a ordem dos confrontos foi realizado em 2 de junho de 2009 no Congresso da FIFA em Nassau, nas Bahamas.

### AFC-OFC
A Nova Zelândia venceu as eliminatórias da Oceania e enfrentou o Bahrein, quinto colocado nas eliminatórias da Ásia, para definir uma vaga em jogos de ida e volta disputados em outubro e novembro de 2009.
| Equipe 1 | Total | Equipe 2      | Ida | Volta |
| -------- | ----- | ------------- | --- | ----- |
| Bahrein  | 0–1   | Nova Zelândia | 0–0 | 0–1   |

### CONCACAF-CONMEBOL
A Costa Rica finalizou em quarto lugar nas eliminatórias da CONCACAF e enfrentou o Uruguai, quinto colocado nas eliminatórias da América do Sul, para definir uma vaga na Copa do Mundo. As partidas foram disputadas em novembro de 2009.
| Equipe 1   | Total | Equipe 2 | Ida | Volta |
| ---------- | ----- | -------- | --- | ----- |
| Costa Rica | 1–2   | Uruguai  | 0–1 | 1–1   |